# Kids' Choice Awards 2022
A 35.ª cerimônia (português brasileiro) ou cerimónia (português europeu) anual do Nickelodeon Kids' Choice Awards foi realizada em 9 de abril de 2022, no Barker Hangar em Santa Mônica, Califórnia, com Miranda Cosgrove e Rob Gronkowski servindo como apresentadores. Foi a primeira cerimônia do Kids' Choice Awards desde o show de 2004 a ter dois apresentadores. Também foi o primeiro desde 2019 a ter plateia devido à pandemia de COVID-19. Kid Cudi e Jack Harlow se apresentaram.

## Aparições
A cerimônia contou com aparições de celebridades como Jayden Bartels, Brie e Nikki Bella, Sabrina Carpenter, Sofia Carson, Chance the Rapper, Simon Cowell, Isaiah Crews, Terry Crews, Charli e Dixie D'Amelio, Isla Fisher, Jordan Fisher, Kevin Hart, Samuel L. Jackson, Karl Jacobs, Heidi Klum, Jules LeBlanc, Peyton List, Ralph Macchio, Howie Mandel, MrBeast, Jace Norman, Josh Peck, Charlie Puth, Unspeakable, Sofía Vergara e Xavier Woods. A primeira-dama dos Estados Unidos, Jill Biden, também fez uma aparição na cerimônia.

## Apresentações
| Artista(s)  | Canção(ões)                                                     |
| ----------- | --------------------------------------------------------------- |
| Jack Harlow | "Nail Tech" Industry Baby" First Class"                         |
| Kid Cudi    | "Stars in the Sky" "Pursuit of Happiness (Remix de Steve Aoki)" |

## Vencedores e indicados
Os indicados foram anunciados e a votação foi aberta em 9 de março de 2022. Os vencedores aparecem primeiro e destacados em negrito.

### Cinema
| Filme Favorito | Ator de Cinema Favorito |
| --- | --- |
| - Spider-Man: No Way Home - Cinderella - Clifford the Big Red Dog - Jungle Cruise - Space Jam: A New Legacy - Tom & Jerry: The Movie | - Tom Holland – Spider-Man: No Way Home como Peter Parker / Homem-Aranha - John Cena – F9: The Fast Saga como Jakob Toretto - Vin Diesel – F9: The Fast Saga como Dominic Toretto - LeBron James – Space Jam: A New Legacy como ele mesmo - Dwayne Johnson – Jungle Cruise como Frank Wolff & Red Notice como John Hartley - Ryan Reynolds – Free Guy como Guy & Red Notice como Nolan Booth |
| Atriz de Cinema Favorita | Filme de Animação Favorito |
| - Zendaya – Spider-Man: No Way Home como MJ & Duna como Chani - Emily Blunt – Jungle Cruise como Lily Houghton - Camila Cabello – Cinderella como Cinderela - Scarlett Johansson – Viúva Negra como Viúva Negra - Angelina Jolie – Eternals como Thena - Emma Stone – Cruella como Estella / Cruella                                                                                   | - Encanto - Luca - PAW Patrol: The Movie - Sing 2 - The Boss Baby: Family Business - The SpongeBob Movie: Sponge on the Run |
| Voz Favorita em Filme de Animação | |
| - Scarlett Johansson – Sing 2 como Ash - Awkwafina – The SpongeBob Movie: Sponge on the Run como Otto & Raya e o Último Dragão como Sisu - Tom Kenny – The SpongeBob Movie: Sponge on the Run como Bob Esponja - Keanu Reeves – The SpongeBob Movie: Sponge on the Run como Sage - Charlize Theron – The Addams Family 2 como Mortícia Addams - Reese Witherspoon – Sing 2 como Rosita | |

### Televisão
| Programa de TV Infantil Favorito | Ator de TV Favorito |
| --- | --- |
| - High School Musical: The Musical: The Series - Are You Afraid of the Dark? - Força Danger - Raven's Home - That Girl Lay Lay - The Baby-Sitters Club | - Joshua Bassett – High School Musical: The Musical: The Series como Ricky - Raphael Alejandro – Bunk'd como Matteo Silva - Cooper Barnes – Força Danger como Ray Manchester / Captain Man - Young Dylan – Young Dylan como Young Dylan - Bryce Gheisar – The Astronauts como Elliott Combs & Are You Afraid of the Dark? como Luke McCoy - Luca Luhan – Danger Force as Bose / Brainstorm |
| Atriz de TV Favorita | Programa de TV Favorito para Família |
| - Olivia Rodrigo – High School Musical: The Musical: The Series como Nini - Malia Baker – The Baby-Sitters Club como Mary Anne Spier & Are You Afraid of the Dark? como Gabby Lewis - Havan Flores – Força Danger como Chapa / Volt - Raven-Symoné – Raven's Home como Raven Baxter - That Girl Lay Lay – That Girl Lay Lay como Lay Lay - Sofia Wylie – High School Musical: The Musical: The Series como Gina | - iCarly - Cobra Kai - The Flash - Loki - WandaVision - Young Sheldon |
| Estrela de TV Favorito da Família | Estrela de TV Favorita da Família |
| - Tom Hiddleston – Loki como Loki - Iain Armitage – Young Sheldon como Sheldon Cooper - Nathan Kress – iCarly como Freddie Benson - Ralph Macchio – Cobra Kai como Daniel LaRusso - Jeremy Renner – Hawkeye como Gavião Arqueiro - Jerry Trainor – iCarly como Spencer Shay | - Miranda Cosgrove – iCarly as Carly Shay - Peyton List – Cobra Kai como Tory Nichols - Mary Mouser – Cobra Kai como Samantha LaRusso - Elizabeth Olsen – WandaVision como Wanda Maximoff / Scarlet Witch - Yara Shahidi – Black-ish/Grown-ish como Zoey Johnson - Hailee Steinfeld – Hawkeye como Gaviã Arqueira                                                                          |
| Reality Show Favorito | Desenho Favorito |
| - America's Got Talent - American Idol - Kids Baking Championship - Lego Masters - The Masked Singer - Wipeout | - SpongeBob SquarePants - Jurassic World: Camp Cretaceous - Looney Tunes Cartoons - Teen Titans Go! - The Loud House - The Smurfs |

### Música
| Grupo Musical Favorito | Artista Favorito |
| --- | --- |
| - BTS - Black Eyed Peas - Florida Georgia Line - Jonas Brothers - Maroon 5 - Migos | - Ed Sheeran - Justin Bieber - Drake - Bruno Mars - Shawn Mendes - The Weeknd |
| Artista Favorita | Música Favorita |
| - Ariana Grande - Adele - Cardi B - Billie Eilish - Lady Gaga - Taylor Swift | - "Happier Than Ever" – Billie Eilish - "Easy on Me" – Adele - "Up" – Cardi B - "Bad Habits" – Ed Sheeran - "All Too Well (Taylor's Version)" – Taylor Swift - "Take My Breath" – The Weeknd |
| Álbum Favorito | Artista Revelação Favorito |
| - Happier Than Ever – Billie Eilish - 30 – Adele - Justice – Justin Bieber - Certified Lover Boy – Drake - Fearless (Taylor's Version) – Taylor Swift - Red (Taylor's Version) – Taylor Swift | - Olivia Rodrigo - Chlöe - Glass Animals - Jack Harlow - Saweetie - Walker Hayes |
| Colaboração Favorita | Influencer Musical Favorito |
| - "Stay" – The Kid Laroi & Justin Bieber - "Beautiful Mistakes" – Maroon 5 com part. de Megan Thee Stallion - "Best Friend" – Saweetie com part. de Doja Cat - "Leave Before You Love Me" – Marshmello & Jonas Brothers - "Rumors" – Lizzo com part. de Cardi B - "Save Your Tears" – The Weeknd & Ariana Grande | - Dixie D'Amelio - JoJo Siwa - Johnny Orlando - Addison Rae - That Girl Lay Lay - Oliver Tree                                                                                                |
| Estrela Global Musical Favorita | |
| - Adele (Reino Unido) - BTS (Ásia) - Camilo (América Latina) - Olivia Rodrigo (América do Norte) - Rosalía (Europa) - Tems (África) - Tones and I (Austrália) | |

### Esportes
| Atleta Favorito                                                                                   | Atleta Favorita                                                                           |
| ------------------------------------------------------------------------------------------------- | ----------------------------------------------------------------------------------------- |
| - Tom Brady - Stephen Curry - LeBron James - Patrick Mahomes II - Cristiano Ronaldo - Shaun White | - Chloe Kim - Sasha Banks - Simone Biles - Naomi Osaka - Candace Parker - Serena Williams |

### Outras categorias
| Criador Favorito                                                          | Criadora Favorita                                                                                  |
| ------------------------------------------------------------------------- | -------------------------------------------------------------------------------------------------- |
| - MrBeast - Austin Creed - Ninja - Ryan's World - Spencer X - Unspeakable | - Charli D'Amelio - Addison Rae - Emma Chamberlain - Kids Diana Show - Lexi Rivera - Miranda Sings |
| Videogame Favorito                                                        | |
| - Minecraft - Brookhaven - Just Dance 2022 - Mario Party Superstars       | |